# Klarälvsdeltat
Klarälvsdeltat este o arie protejată (arie specială de conservare — SAC, sit de importanță comunitară — SCI, arie de protecție specială avifaunistică — SPA) din Suedia întinsă pe o suprafață de 756,2 ha, integral pe uscat.

## Localizare
Centrul sitului Klarälvsdeltat este situat la coordonatele 59°21′11″N 13°29′21″E / 59.353°N 13.4891°E.

## Înființare
Situl Klarälvsdeltat a fost declarat sit de importanță comunitară în ianuarie 2002 pentru a proteja 9 specii de animale. Alte tipuri de protecție:
- arie de protecție specială avifaunistică (în ianuarie 2002)[2]
- arie specială de conservare (în martie 2011)[1][3][4]

## Biodiversitate
Situată în ecoregiunea boreală, aria protejată conține 5 habitate naturale: Pajiști cu Molinia pe soluri calcaroase, turboase sau argilos-nămoloase (Molinion caeruleae), Lacuri eutrofice naturale cu vegetație de tip Magnopotamion sau Hydrocharition, Taiga vestică, Pajiști fino-scandinave uscate până la mezice, bogate în specii de altitudine mică, Păduri aluvionare cu Alnus glutinosa și Fraxinus excelsior (Alno-Padion, Alnion incanae, Salicion albae).
La baza desemnării sitului se află mai multe specii protejate:
- păsări (5): buhai de baltă (Botaurus stellaris), erete de stuf (Circus aeruginosus), bătăuș (Philomachus pugnax), cresteț pestriț (Porzana porzana), fluierar de mlaștină (Tringa glareola)
- nevertebrate (2): Graphoderus bilineatus, libelule (Leucorrhinia pectoralis)
- pești (2): avat (Aspius aspius), somonul (Salmo salar)